# نیکلاس پدرسن
نیکلاس پدرسن (دانمارکی: Niklas Pedersen زادهٔ ۱۰ اکتبر ۱۹۸۷) بازیکن فوتبال اهل دانمارک است. پست تخصصی این بازیکن نیز، مهاجم است.

## تیم ملی
وی برای تیم ملی دانمارک ۷ بازی انجام داده و ۰ گل به ثمر رسانده‌است.